# Агуа-Санта (Риу-Гранди-ду-Сул)
Агуа-Санта (порт. Água Santa) — муниципалитет в Бразилии, входит в штат Риу-Гранди-ду-Сул. Составная часть мезорегиона Северо-запад штата Риу-Гранди-ду-Сул. Входит в экономико-статистический микрорегион Пасу-Фунду. Население составляет 3565 человек на 2007 год. Занимает площадь 291,792 км². Плотность населения — 13,7 чел./км².

## Статистика
- Валовой внутренний продукт на 2003 составляет 63 469 866,00 реалов (данные: Бразильский институт географии и статистики).
- Валовой внутренний продукт на душу населения на 2003 составляет 16 245,17 реала (данные: Бразильский институт географии и статистики).
- Индекс развития человеческого потенциала на 2000 составляет 0,802 (данные: Программа развития ООН).